# Chandler Bing
Chandler Muriel Bing és un personatge fictici interpretat per Matthew Perry, un dels sis protagonistes de la sèrie de televisió estatunidenca Friends. És reconegut pel seu sentit d'humor sarcàstic.

## Biografia
Neix el 8 d'abril de 1968, l'únic fill de Nora Tyler Bing, una escriptora de novel·les eròtiques, i Charles Bing, una dona trans que actua en espectacles LGBT de Las Vegas. Durant un sopar d'Acció de gràcies, quan ell tenia 9 anys, els pares van anunciar-li que se separarien. Aquest fet li causa un trauma i desenvoluparà un humor que farà servir com a mecanisme de defensa, a més de negar-se a commemorar aquesta data. Amb el divorci dels pares, començarà a fumar, addició que no aconsegueix abandonar per complet. És tímid, insegur, una mica immadur i amb por al compromís, però sempre està disposat a fer bromes i és un bon company.
Chandler es fa amic d'en Ross Geller a la universitat, on serien companys d'habitació. En aquella època és quan coneix la Monica, germana d'en Ross, i la Rachel Green, millor amiga de la Mònica. Més endavant, Mònica l'avisa de que al pis de davant del seu hi ha una habitació lliure, i s'hi trasllada. Serà llavors quan coneix la Phoebe Buffay, que viu amb la Monica. Kip, el company de Chandler, acabarà marxant i hi arriba en Joey Tribbiani, completant el grup dels sis amics.
Treballa com a analista, una feina que detesta i vol deixar durant bona part de la sèrie. Emperò, té una bona remuneració i això fa que sempre ajorni la decisió. Aparentment, és el més solvent financerament del grup, almenys durant la primera meitat de la sèrie, i sovint ha d'ajudar econòmicament a en Joey. En les darreres temporades, l'empresa el designa cap de la sucursal de Tulsa, precipitant la seva dimissió. Llavors s'incorpora a una empresa de màrqueting, on esdevé creatiu publicitari.
Durant les primeres temporades, Chandler té una relació sentimental intermitent amb la Janice Hosenstein, tot i que en realitat no la suporta. Al final de la 4a temporada, Chandler i Monica s'alliten quan es trobaven a Londres pel segon casament d'en Ross. Inicien una relació en secret, que mica a mica es consolida mentre els amics ho van descobrint. La parella evoluciona: van a viure plegats, es casen i decideixen tenir fills. No obstant, els metges els informen que difícilment podran tenir fills naturals i opten per adoptar-ne un. En la darrera temporada, coneixen l'Erica, una jove embarassada que ha decidit donar en adopció la criatura. A la sala de part, descobreixen que tindrien una bessonada i es converteixen en els pares adoptius d'en Jack i l'Erica (es diuen com el pare de la Monica i la mare biològica dels nadons).
En els últims capítols, conforme s'apropa el part, Monica i Chandler decideixen que hauran de traslladar-se a un domicili amb més espai i decideixen comprar una casa al comtat de Westchester, a les rodalies de la ciutat de Nova York. L'última escena de Friends succeeix a l'antic pis de la parella, buit, on tots sis deixen les seves claus.